# Telma Hopkins
Telma Louise Hopkins (ur. 28 października 1948 r.) – amerykańska aktorka, osobowość telewizyjna, komik. Ma jednego syna z małżeństwa z Donaldem B. Allenem.

## Filmografia
- Bosom Buddies jako Isabelle Hammond (1980–1982)
- Gimme a Break! jako Adelaide „Addy” Wilson (1984–1987)
- Trancers jako Inżynier Ruth Raines (1985)
- Family Matters jako Rachel Crawford (1989–1993)
- Trancers II jako Inżynier Ruth Raines (1991)
- Trancers III jako Radna Ruth Raines (1992)
- Getting By jako Dolores Dixon (1993–1994)
- The Wood jako Matka Slima (1999)
- Pomoc domowa jako Lila Baker (1997)
- Any Day Now jako Sędzia Wilma Evers (2001)
- Pół na pół jako Phyllis Thorne (2002–2006)
- A New Kind of Family jako Jess Ashton (1979–1980)
- Kolorowy dom jako Paulette Williams
- Świry jako Phyllis Gaffney (2008)
- Guru miłości jako Lillian Roanoke (2008)
- Ostry dyżur jako Carlene
- Are We There Yet? jako Marilyn Pearsons (2010–2011)
- Szczury laboratoryjne jako babcia Dooley (2012)
- Uniwersytet potworny